# La squadriglia degli eroi (film 1938)
La squadriglia degli eroi (Pour le Mérite) è un film del 1938 diretto da Karl Ritter

## Produzione
Il film fu prodotto dalla Universum Film (UFA).

## Distribuzione
Distribuito dall'UFA-Filmverleih e con il visto di censura ottenuto il 7 dicembre 1938, uscì nelle sale cinematografiche tedesche il 22 dicembre di quello stesso anno.